# Museo Édith-Piaf
Il museo Édith-Piaf è aperto al pubblico su richiesta, al numero 5 di rue Crespin-du-Gast dell'XI arrondissement di Parigi, quartiere di Ménilmontant.

## Descrizione
Il museo Édith-Piaf è un museo privato, gestito dall'associazione "Les Amis d'Édith Piaf", dedicato alla memoria della cantante Édith Piaf. Il Museo è stato creato da Bernard Marchois, autore di biografie su Édith Piaf. Esso espone ricordi dell'artista: fotografie, lettere, spartiti, manifesti, vestiti da scena e da città, registrazioni, sculture, dipinti, una collezione di porcellane etc.